# Porcellio granuliferus
Porcellio granuliferus es una especie de crustáceo isópodo terrestre de la familia Porcellionidae.

## Distribución geográfica
Son endémicos del sur de la España peninsular.